# 프라이 오토

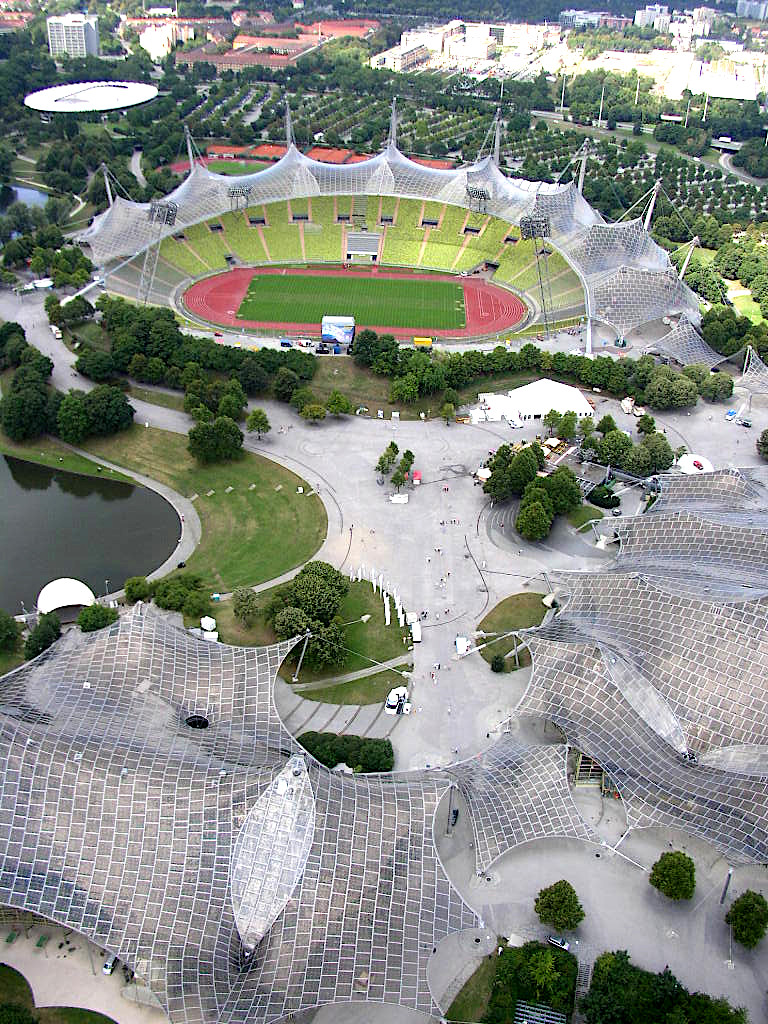
뮌헨 올림픽 경기장

프라이 파울 오토(Frei Paul Otto, 1925년 5월 31일 ~ 2015년 3월 9일)는 독일의 건축가이다. 박람회의 파빌리온 건축과 경기장 건축 등 넓은 공간을 필요로 하는 건축물 작품들이 잘 알려져 있다.

## 생애
독일의 건축가로 작센에서 출생하였다. 베를린 기술대학교와 버지니아 대학에서 공부하였다. 1952년 베를린에 스튜디오를 개설하였으며, 1957년 베를린의 경량 건물 개발원(EL)의 후신으로 경량판 개발협회(IL)를 만들었다. 또한 1964년 슈투트가르트에서 기술전문대학을 설립하여 경량구조 연구소장이 되었다.
그를 평가하는데 있어서는 한마디로 평가할 수 없을 만큼 복잡하고 모순적이다. 그의 작품은 합리적인 성향과 동시에 독일식 낭만주의를 함께 갖고 있다. 제1차 세계대전 때 경비행기 항공기술로부터 받은 인상과 브르노 타우드의 결정체사원, 알프스 건축스케치 등은 각각 낭만적 성향과 표현주의적 환상을 주어 그의 건축에 영향을 끼쳤다.
그는 최초로 독특한 현대적인 텐트를 만들어 냈고 텐트를 경량건물에 적용 가능한 원형으로 판단하고 재응용하는 데 힘썼다. 그의 작품 중 1950년대에 지은 연방 식물원의 여러 작은 직물구조로 된 파빌리온은 서정적이다. 이와 같은 특징은 그의 작품은 미적인 요소와 구조적인 요소가 하나로 결합되어 있음을 말한다.
1960년대 그가 지은 건축은 내부의 저부(低部)와 고부(高部)를 통해 일정치 않게 분할시켜 비대칭적인 지붕 형상을 만들어 자유로운 형태의 정겨운 모양을 나타내고자 하였다. 1970년대 이후부터는 생태학적 현상을 분석하는 데 몰두하기 시작했고 자연을 형성하고 있는 구조체들을 연구·분석했다. 건축학에서 그는 20세기의 첨단 기술원을 연구하여 현대적인 텐트라는 새로운 장르를 창조한 점에서 높은 평가를 받고 있다.
그의 주요 작품으로는 <몬트리올 만국박물관> <뮌헨 올림픽 경기장 지붕> 등이 있다.